# طراحی رابط اکولوژیکی
طراحی رابط اکولوژیکی (EID) رویکردی برای طراحی رابط است که به‌طور خاص برای سیستم های پیچیده اجتماعی ، فنی و بلادرنگ و پویا معرفی شده است. این رویکرد طراحی در حوزه های مختلفی از جمله کنترل فرایند (به عنوان مثال نیروگاه های هسته ای، نیروگاه های پتروشیمی) ، هوانوردی و پزشکی مورد استفاده قرار گرفته است .
EID با برخی از روشهای طراحی رابط کاربری مانند طراحی کاربر محور (UCD) متفاوت است، زیرا تمرکز آنالیز در این روش روی حوزه کار یا محیط پیرامون کار است، نه اینکه بر روی کاربر نهایی یا یک کار خاص متمرکز باشد.
هدف EID ایجاد محدودیت ها و روابط پیچیده در رویدادهای ادراکی محیط کار (برای مثال رویدادهای قابل مشاهده و شنیداری) برای کاربر است. این امر باعث می شود تا بیشتر منابع شناختی کاربران به فرایندهای شناختی با اهمیت بیشتر مثل حل مسئله و تصمیم گیری اختصاص یابد. EID بر اساس دو مفهوم اصلی در تحقیقات مهندسی شناختی پایه گذاری شده است: سلسله مراتب انتزاعی (AH) و چارچوب مهارتها ، قوانین ، دانش (SRK).
به عبارتی EID با کاهش حجم کار ذهنی و پشتیبانی از استدلال دانش بنیان، به بهبود عملکرد کاربر و قابلیت اطمینان کلی سیستم برای رویدادهای پیش بینی شده و غیرقابل پیش بینی در یک سیستم پیچیده کمک می کند.